# Kronologija progresivnega rocka
Seznam pomembnejših dogodkov, izvajalcev in albumov, pomembnih v zgodovini progresivnega rocka. V seznam niso všteti EP-ji, albumi 'v živo' in kompilacije.
1965 - 1966 - 1967 - 1968 - 1969 - 1970 - 1971 - 1972 - 1973 - 1974 - 1975 - 1976 - 1977 - 1978 - 1979 - 1980 - 1981 - 1982 - 1983 - 1984 - 1985 - 1986 - 1987 - 1988 - 1989 - 1990 - 1991 - 1992 - 1993 - 1994 - 1995 - 1996 - 1997 - 1998 - 1999 - 2000 - 2001 - 2002 - 2003 - 2004 - 2005 - 2006
- Glej tudi

## 1965

### Ustanovljene skupine
- Pink Floyd
- The Syn

## 1966

### Ustanovljene skupine
- Soft Machine

### Albumi
- Frank Zappa & The Mothers of Invention - Freak Out! (ZDA)

## 1967

### Ustanovljene skupine
- Genesis
- Jethro Tull
- The Nice

### Albumi
- Pink Floyd - Piper at the Gates of Dawn (VB)
- Frank Zappa - Lumpy Gravy (ZDA)
- Frank Zappa & The Mothers of Invention - Absolutely Free (ZDA)

### Razpadle skupine
- The Syn

## 1968

### Ustanovljene skupine
- Caravan
- Henry Cow
- Rush
- Yes
- Giles, Giles and Fripp

### Albumi
- Giles, Giles and Fripp - The Cheerful Insanity of Giles, Giles and Fripp
- Pink Floyd - A Saucerful of Secrets (VB)
- Frank Zappa & the Mothers of Invention - We're Only In It For The Money (ZDA)

## 1969

### Ustanovljene skupine
- Atomic Rooster
- Egg
- Gong
- King Crimson
- Van der Graaf Generator (ponovno ustanovljena)
- Focus
- Eloy

### Albumi
- King Crimson - In the Court of the Crimson King (VB)
- Pink Floyd - Ummagumma (VB)
- Pink Floyd - More (soundtrack) (VB)
- Frank Zappa & The Mothers of Invention - Uncle Meat (ZDA)
- Frank Zappa - Hot Rats (ZDA)

## 1970

### Ustanovljene skupine
- Emerson, Lake & Palmer
- Jackson Heights
- Khan
- Gentle Giant

### Albumi
- King Crimson - In the Wake of Poseidon (VB)
- King Crimson - Lizard (VB)
- Pink Floyd - Atom Heart Mother (VB)

### Razpadle skupine
- The Nice

## 1971

### Ustanovljene skupine
- Matching Mole
- Camel

### Albumi
- Pink Floyd - Meddle (VB)
- King Crimson - Islands (VB)
- Eloy - Eloy (Nemčija)

## 1972

### Ustanovljene skupine
- Gilgamesh
- Hatfield and the North

### Albumi
- Pink Floyd - Obscured By Clouds (soundtrack) (VB)
- Yes - Close to the Edge (VB)
- Frank Zappa & The Mothers of Invention - The Grand Wazoo (ZDA)

### Razpadle skupine
- Khan
- Matching Mole

## 1973

### Albumi
- Eloy - Inside (Nemčija)
- King Crimson - Larks' Tongues in Aspic (VB)
- Mike Oldfield - Tubular Bells (VB)
- Pink Floyd - Dark Side of the Moon (VB)

### Razpadle skupine
- Jackson Heights

## 1974

### Ustanovljene skupine
- Refugee

### Albumi
- Eloy - Floating (Nemčija)
- King Crimson - Red (VB)
- King Crimson - Starless and Bible Black (VB)
- YES - Tales From Topographic Oceans

## 1975

### Ustanovljene skupine
- Ambrosia
- National Health

### Albumi
- Eloy - Power and the Passion (Nemčija)
- Pink Floyd - Wish You Were Here (VB)
- Mike Oldfield - Ommadawn (VB)
- Frank Zappa - One Size Fits All (ZDA)

### Razpadle skupine
- Hatfield and the North

### Dogodki
- Pevec Peter Gabriel zapusti skupino Genesis) ob koncu turneje The Lamb Lies Down On Broadway; zamenja ga frontman bobnar Phil Collins.

## 1976

### Albumi
- Eloy - Dawn

### Razpadle skupine
- Kevin Godley zaradi solo kariere zapusti Lol Creme.

## 1977

### Ustanovljene skupine
- UK (glasbena skupina)

### Albumi
- Pink Floyd - Animals (VB)
- Eloy - Ocean (Nemčija)

### Razpadle skupine
- Potencialna skupina British Bulldog, katere člani so bili John Wetton, Rick Wakeman in Bill Bruford, hitro razpade.

## 1978

### Ustanovljene skupine
- Sky - Herbie Flowers, Tristan Fry, Francis Monkman, Kevin Peek, John Williams

### Razpadle skupine
- Henry Cow
- Emerson, Lake & Palmer

## 1979

### Albumi
- Eloy - Silent Cries and Mighty Echoes (Nemčija)
- Pink Floyd - The Wall (VB)

## 1980

### Albumi
- Eloy - Colors (Nemčija)

## 1981

### Albumi
- Eloy - Planets (Nemčija)
- King Crimson - Discipline (VB)

## 1982

### Albumi
- Eloy - Time (Nemčija)
- King Crimson - Beat (VB)

## 1983

### Albumi
- Eloy - Performance (Nemčija),
- Pink Floyd - The Final Cut (VB)

## 1984

### Albumi
- Eloy - Metromania (Nemčija)
- King Crimson - Three of a Perfect Pair

## 1987

### Albumi
- Pink Floyd - A Momentary Lapse of Reason (VB)

## 1988

### Albumi
- Eloy - Ra (Nemčija)

## 1991

### Albumi
- Eloy - Rarities (Nemčija)

## 1992

### Albumi
- Eloy - Fire and Ice (Nemčija)
- Eloy - Destintation (Nemčija)

## 1994

### Albumi
- Eloy - The Tides Return Forever (Nemčija)
- Pink Floyd - The Division Bell (VB)

## 1995

### Albumi
- King Crimson - THRAK

## 1998

### Albumi
- Eloy - Ocean 2: The Answer (Nemčija)

## 2000

### Albumi
- King Crimson - The ConstruKction of Light (VB)

## 2001

### Ustanovljene skupine
- The Mars Volta

## 2002

### Ustanovljene skupine
- 21st Century Schizoid Band

### Albumi
- 21st Century Schizoid Band - Official Bootleg V.1 (VB)

## 2003

### Albumi
- King Crimson - The Power to Believe (VB)
- The Mars Volta - De-Loused in the Comatorium (ZDA)

## 2005

### Albumi
- The Mars Volta - Frances the Mute (ZDA)

## 2006

### Albumi
- The Mars Volta - Amputechture (ZDA)